# Меєрейстад
Меєрейстад (нід. Meierijstad) — муніципалітет у провінції Північний Брабант Нідерландів. Утворений 1 січня 2017 року шляхом злиття Схейндела, Сінт-Уденроде та Вегела. Четвертим за кількістю населення центром є село Ерп, що до 1994 р. було окремою громадою. За кількістю мешканців (≈ 82 тис.) Меєрейстад посідає сьоме місце у провінції, а за площею — друге (після Альтени).

## Географія

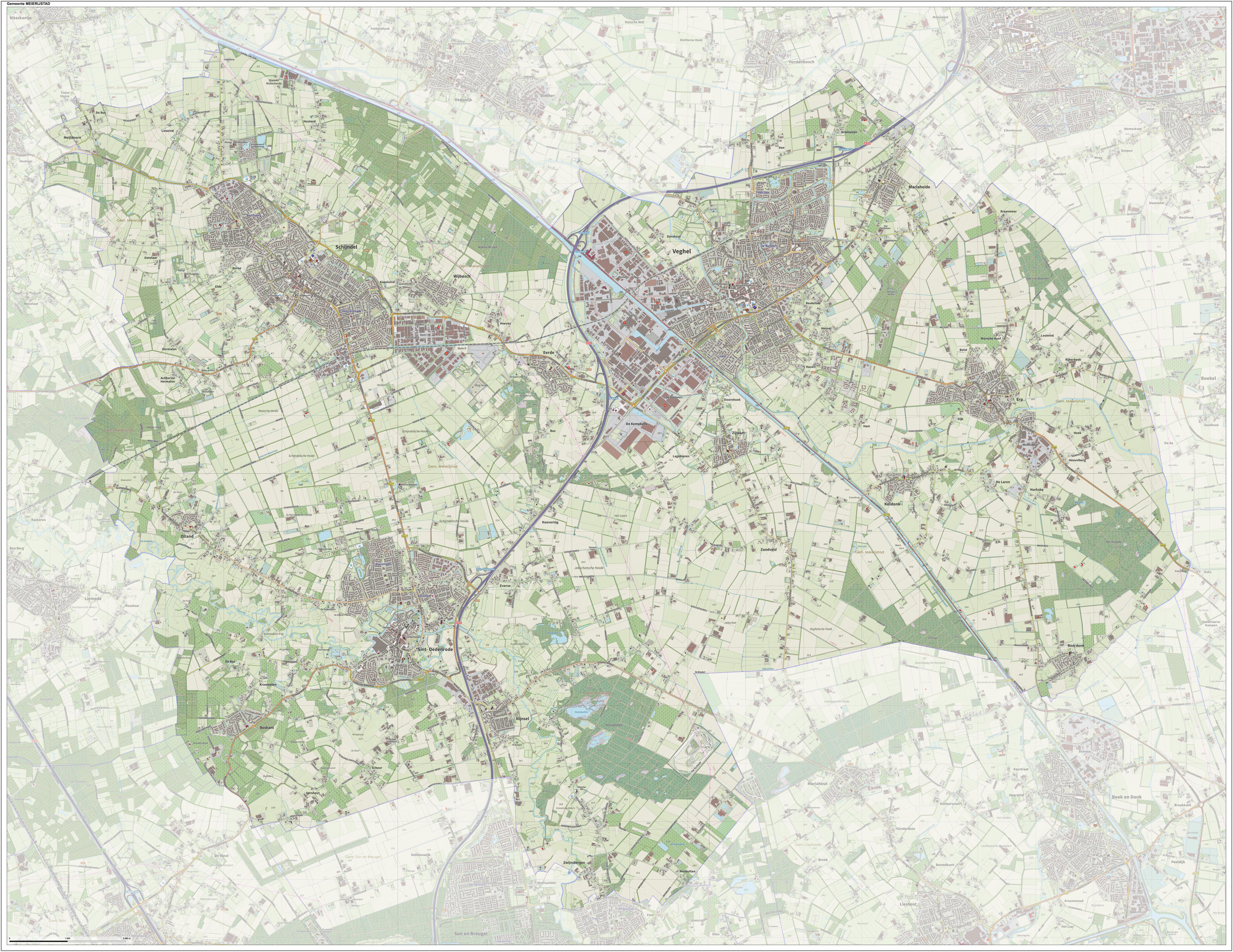
Топографічна мапа муніципалітету, червень 2019

### Топографія й транспорт
Територію перетинають автобан A50, регіональна траса N279 та канал Зюйд‑Віллемсваарт (клас IV СЕМТ). Зона між Вегелом і Схейнделом фактично зрослася, формуючи «двійкове» міське ядро. Усі населені пункти з’єднані мережею доріг, велодоріжок і частими автобусними рейсами.

### Ландшафт
Близько половини площі належить до національного ландшафту «Зелений Ліс» — тополині поля, ліси та болота: Вейбосбрук, Еердсе Берген, Де Гелдерс, Гурський ліс тощо.

## Населення

### Населені пункти
| Пункт         | Код BAG | Населення (2014) |
| ------------- | ------- | ---------------- |
| Вегел         | 2827    | 26 360           |
| Схейндел      | 2139    | 22 040           |
| Сінт-Уденроде | 2787    | 12 940           |
| Ерп           | 2826    | 4 680            |
| Нейнсел       | —       | 2 415            |
| Зейтаарт      | —       | 1 645            |
| Боскант       | —       | 1 500            |
| Маріяхейде    | —       | 1 435            |
| Еерде         | —       | 1 360            |
| Вейбош        | —       | 1 320            |
| Келдонк       | —       | 1 205            |
| Олланд        | —       | 1 075            |
| Боердонк      | —       | 775              |

### Частки колишніх муніципалітетів (1 квітня 2016)
| Колишня громада | Населення |
| --------------- | --------- |
| Вегел           | 38 133    |
| Схейндел        | 23 621    |
| Сінт‑Ауденроде  | 17 879    |

## Назва

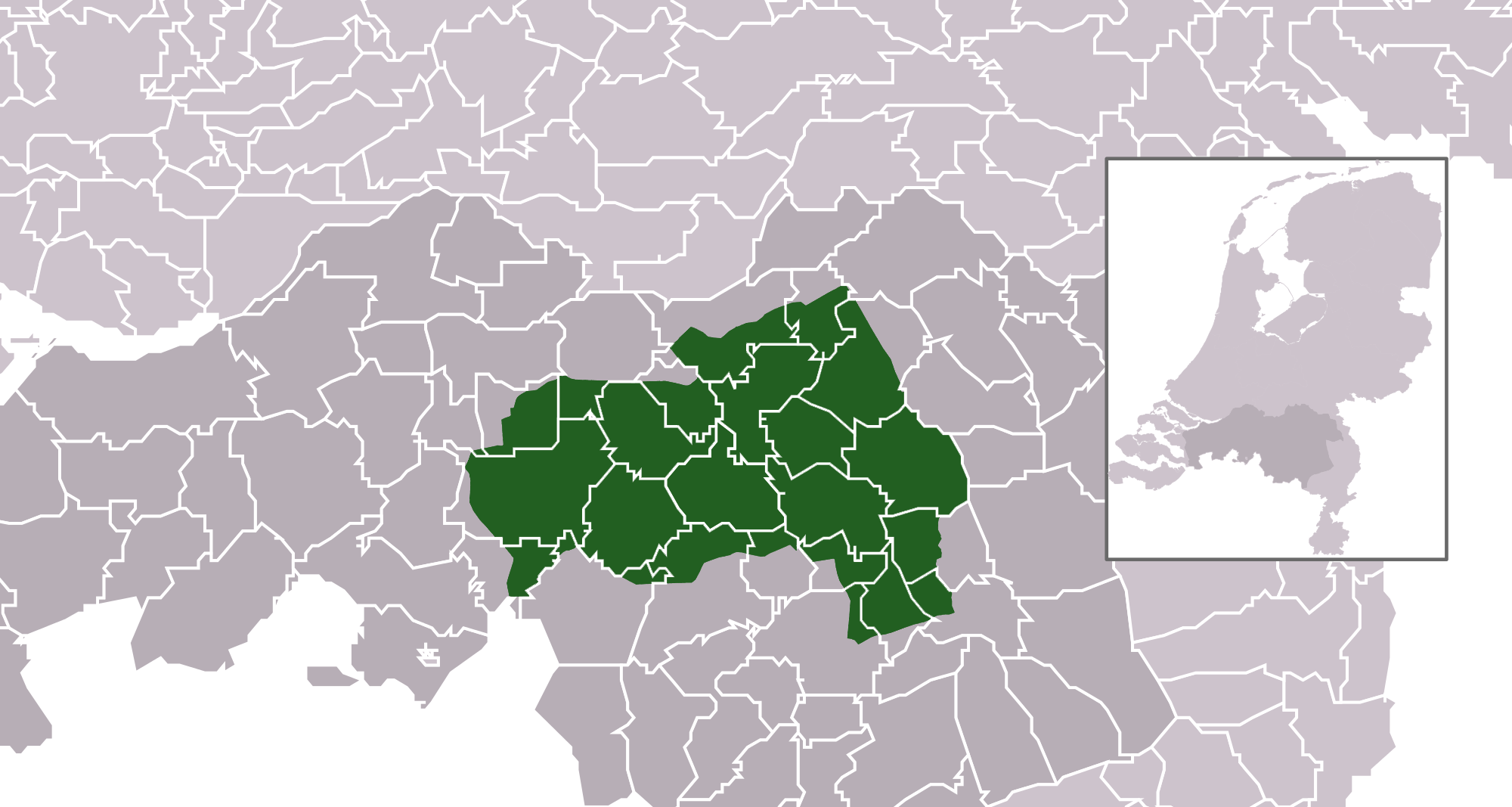
Регіон Де Меєрай

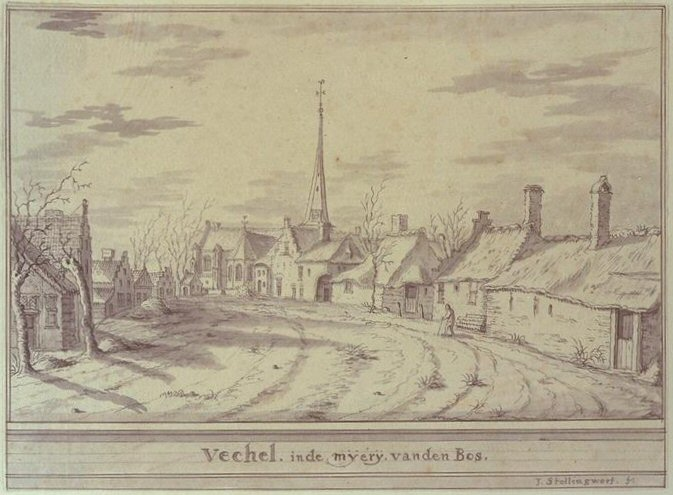
«Vechel in de Myery van Den Bos», 1676

Назва вказує на історичну область Меєрай ван Гертогенбос. Вегел відомий як «Перлина Меєрай», а Сінт‑Ауденроде — як «Зелене серце Меєрай» (з 2000 р.). У минулому Сінт‑Ауденроде мав права вільного панства (1232–1851).
2014 року спеціальна комісія відібрала три варіанти назви з 600+ пропозицій; у голосуванні переміг «Meierijstad» (42 %), випередивши «Land van Rode» (31 %) й «Koevering» (27 %).

## Політика

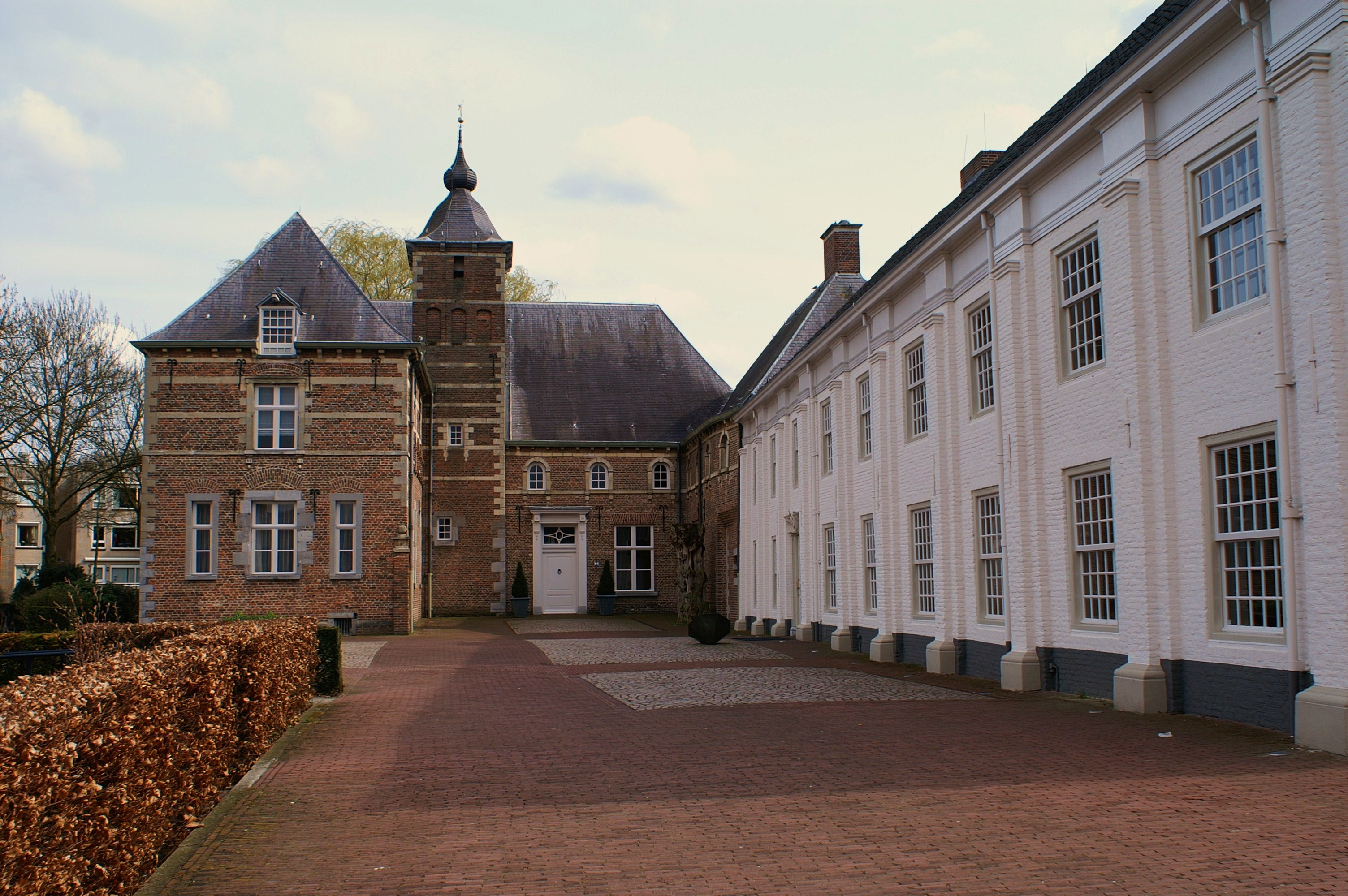
Замок Доммелроде — зала засідань ради

Адміністрація розміщена у Вегелі (Stadhuisplein 1), а рада та офіційні церемонії — у замку Доммелроде (Сінт‑Ауденроде).

### Муніципальна рада
| Партія              | 2017 | 2022 |
| ------------------- | ---- | ---- |
| CDA                 | 9    | 7    |
| HIER                | —    | 5    |
| Lokaal Meierijstad  | —    | 5    |
| VVD                 | 3    | 5    |
| SP                  | 3    | 4    |
| PvdA                | 2    | 3    |
| Gemeentebelang      | 1    | 3    |
| Hart voor Schijndel | 3    | 2    |
| D66                 | 1    | 2    |
| FvD                 | —    | 1    |
| TEAM Meierijstad    | 11   | —    |
| порожній список     | 2    | —    |
| Разом               | 35   | 37   |

З 6 грудня 2017 р. мером є Кейс ван Ройй (CDA). Колегія альдерменів:
- Ян Гояартс (CDA)
- Рік Компаньє (HIER)
- Ян ван Бургстеден (VVD)
- Йоган ван Гервен (CDA)
- Менно Розендаал (PvdA‑GroenLinks)

## Пам’ятки
- Список національних пам’яток Меєрейстада
- Список муніципальних пам’яток Меєрейстада
- Список воєнних меморіалів Меєрейстада
- Список каменів спотикання в Меєрейстаді